# گردآورنده (فیلم ۱۹۶۵)
گردآورنده (انگلیسی: The Collector) فیلمی به کارگردانی ویلیام وایلر است که در سال ۱۹۶۵ منتشر شد. از بازیگران آن می‌توان به ترنس استامپ، سامانتا اگار و مونا واشبورن اشاره کرد.